# Western Wildcats HC
Der Western Wildcats HC ist ein  Hockeyverein aus Milngavie, einer nördlichen Vorstadt von Glasgow in Schottland. Der Verein wurde 1898 als Western HC gegründet und ist somit der älteste noch existierende Hockeyclub Schottlands. Bis 1968 war Western im Glasgower West End beheimatet, besaß aber keinen eigenen Platz. So trat der Club dem Milngavie and Bearsden Sports Club bei, der des Weiteren Abteilungen in Cricket, Tennis und Squash unterhält. In den 1920er Jahren hatten sich die Damen von Western HC als Western Ladies selbständig gemacht und sind seitdem in Titwood im Süden von Glasgow ansässig. Im Jahr 2002 beschloss Western HC, auch wieder Damenmannschaften zu stellen. Um Verwechslungen mit den Western Ladies zu vermeiden, benannte sich der Verein in Western Wildcats um.

## Erfolge
- Men’s Scottish Division 1 Championship: 1997, 1998, 1999, 2000, 2001, 2003, 2004
- Men’s Scottish Cup: 1986, 1996, 1998, 1999, 2001, 2003, 2004, 2005